# Ballarárfjall
Ballarárfjall är ett berg i republiken Island. Det ligger i regionen Västlandet, 120 km norr om huvudstaden Reykjavík. Toppen på Ballarárfjall är 543 meter över havet.
Trakten runt Ballarárfjall är nära nog obefolkad, med mindre än två invånare per kvadratkilometer. Det finns inga samhällen i närheten. Trakten runt Ballarárfjall består i huvudsak av gräsmarker.